# Hasanpaşa, İnegöl
Hasanpaşa là một xã thuộc huyện İnegöl, tỉnh Bursa, Thổ Nhĩ Kỳ. Dân số thời điểm năm 2011 là 578 người.